# 神原康弥
神原 康弥（かんばら こうや 1993年 - ）は、日本の詩人。

## 概要
2歳半で脳症と告げられる。生死をさまよい重度障害者となる。6歳で母と筆談でのコミュニケーションを行えるようになる。8歳の時に特別支援学校の教員に体罰を受けたことがきっかけで宇宙根源の存在に気付く。魂の先生は空海であるとしている。
2014年8月9日に武蔵大学で山元加津子と共に講演会を行う。20歳になった時に初の詩集本を出版。
2018年11月7日に母への思いの詩集本を出版する。これには福島県出身のアーティスト「rara」が挿絵を手掛ける。「rara」とは共通の友人をきっかけに知り合って、親交を深めるに連れて神原の人柄に引かれて挿絵を担当したいと思うようになっていた。
2019年1月18日には、矢作直樹と初めて行われた対談の内容のDVDが発売される。何を感じ、何を信じ、何に沿って生きていけばいいのかを日々の出来事を通じて話し合われた。
2019年12月8日には立教大学で霊性と現代社会というイベントが行われ、神原もゲストとして登壇した。イベントのプログラムの中には神原の話もあった。神原本人は話すことができないため、代わりに母が壇上で話していた。母が体に触ることで意識を読み取って通訳をしている状態とのことであった。
月刊アネモネ2023年2月号に神原の記事が掲載される。この記事は宇宙次元から未来を見たという内容である。次期のアメリカ大統領やウクライナ紛争やこれからの学校教育について語る。